# Кравченко Юрій Вікторович
Ю́рій Ві́кторович Кра́вченко (18 березня 1964 — 21 липня 2014) — старший солдат Збройних сил України, учасник російсько-української війни.

## Життєпис
Уродженець Полтави. Через якийсь час родина переїхала до міста Підгородне Дніпропетровського району. 1979 року закінчив 8 класів Підгородненської ЗОШ № 4, 1983-го — Дніпропетровський механіко-металургійний технікум за спеціальністю технологія коксохімічного виробництва — отримав кваліфікацію «технік-технолог». 1982 року працював машиністом 2 розряду та дробильником вугільної башти вугільнопідготовчого цеху № 2 Авдіївського коксохімічного заводу; 1983 року — машиніст коксовиштовхувача 5 розряду коксового цеху Ждановського коксохімічного заводу. Пройшов строкову службу в лавах РА (1983—1984 — строкова; до 1986 року — поза штатом). Проживав у селі Голубівка, Новомосковський район, Дніпропетровська область. 1986 року працював токарем в радгоспі «Підгородний»; до 1988 року — розливачем хімпродукції на Дніпропетровському коксохімічному заводі. В 1988—1990 роках — інструктор по спорту радгоспу «Підгородній». В 1990—1992 роках — стрілець відомчої воєнізованої охорони Дніпропетровського метизного виробничого об'єднання. По тому займався підприємницькою діяльністю.
2 квітня 2014 року мобілізований до лав Збройних Сил України. Снайпер 93-ї окремої механізованої бригади.
Загинув 21 липня 2014-го під час виконання бойового завдання поблизу с. Піски (Ясинуватський район, Донецька область) — від вогнепальних поранень.
Похований у селі Голубівка 25 липня 2014 року. Залишились — дружина, син (1983 р.н.), донька (1985 р.н.), син (1992 р.н.).

## Нагороди та вшанування
- 14 листопада 2014 року, за особисту мужність і героїзм, виявлені у захисті державного суверенітету та територіальної цілісності України, вірність військовій присязі під час російсько-української війни, відзначений — нагороджений орденом «За мужність» III ступеня (посмертно)
- 6 травня 2016 року на фасаді будівлі Підгородненської загальноосвітньої школи № 4 йому відкрито меморіальну дошку.